# Lio
Pour les articles homonymes, voir Lio (homonymie) et De Vasconcelos.
Lio, de son nom d'état civil Vanda Maria Ribeiro Furtado Tavares de Vasconcelos, née le 17 juin 1962 à Mangualde (Portugal), est une chanteuse et actrice luso-belge francophone. Elle est la demi-sœur de la chanteuse Helena Noguerra.
Elle est notamment connue pour ses chansons Le Banana split (1979), Amoureux solitaires (1980), Tétèoù ? en duo avec Jacky (1984), Les brunes comptent pas pour des prunes (1986) et Fallait pas commencer (1987).
À partir des années 1980, sa carrière d'actrice au cinéma et à la télévision lui permet d'interpréter des rôles tant dramatiques que plus légers. Au cinéma, plusieurs réalisatrices comme Chantal Akerman, Catherine Breillat, Diane Kurys, Marion Vernoux, Aline Issermann lui offrent des rôles de premier plan.
Lio est également présente dans des films moins populaires et plus dramatiques comme Chambre à part en 1989, Jalousie en 1991 et Sans un cri la même année, avant de la retrouver dans plusieurs succès comme Mariages ! de Valérie Guignabodet, Les Invisibles de Thierry Jousse et, dans son propre rôle de chanteuse, dans Stars 80 puis Stars 80, la suite. À la télévision, elle joue notamment dans C'est la vie, camarade ! et Colette, une femme libre, en 2003.

## Biographie

### Origines familiales et enfance du Portugal à la Belgique
Vanda naît dans un village du nord du Portugal, situé dans le district de Viseu. Elle est la fille de Fernando Antonio Tavares de Vasconcelos, militaire et, de Helena Ribeiro Furtado dite « Lena ». Son grand-père médecin, prénommé Dino, aide lui-même à la mettre au monde. En grandissant, Lio se prend d'admiration pour cet homme engagé politiquement à gauche : « Mon grand-père maternel Dino était médecin communiste [...] Il m'a inculqué le sens de la justice et de la tolérance. [Enfant,] j'adorais l'accompagner dans ses tournées de soins [...] il soignait les pauvres et les gitans qui étaient très mal considérés au Portugal »,. Le prénom de naissance « Vanda » est suggéré par sa tante Tika,.
Alors qu'elle n'est âgée que de dix-huit mois et après la naissance de son frère cadet, Victor, ses parents se séparent. En 1968, sa mère Lena et son compagnon, Alberto Nogueira, musicologue, quittent ensemble le Portugal avec Vanda alors que son époux est affecté à la lutte contre la guérilla au Mozambique. En 2024, Lio accuse publiquement l'un des amis adultes de son beau-père, de l'avoir violée à cette période, alors qu'elle est âgée de dix ans,,.
La famille recomposée compte s'installer en France, mais les évènements de mai 1968 à Paris les incitent à s'installer en Belgique, à Charleroi. En Belgique, la mère de Vanda fait des ménages, puis parvient à trouver du travail dans une médiathèque. Dans cette même médiathèque, Vanda fait la connaissance de Jacques Duvall qui va devenir quelques années plus tard son producteur.
En 1969, Lena donne naissance à une fille, la future chanteuse Helena Noguerra,,.

### Formation en Belgique
En quelques mois à peine, la petite Vanda parvient à maîtriser le français; elle entre à l'école primaire puis elle obtient plusieurs premier prix dans sa seconde langue. Durant son enfance, elle s'adonne à la lecture des grands classiques littéraires et même engagés à gauche, parmi lesquels Marx, Trotsky, Engels ou Bakounine ainsi que des ouvrages plutôt réservés aux adultes, elle s'intéresse aux arts et affiche aussi dans sa chambre, les photographies d'Andreas Baader, Gudrun Ensslin et Ulrike Meinhof. Concernant la musique et le chant, Vanda est influencée par son pygmalion Jacques Duvall et elle s'initie à la pop, au rock et à la musique punk sans oublier les oeuvres de Serge Gainsbourg, Iggy Pop ou David Bowie.
En 1979, étudiante à l'Athénée royal Isabelle Gatti de Gamond à Bruxelles, Vanda adopte son nom de scène « Lio », inspiré de celui d'un personnage de la bande dessinée Barbarella, de Jean-Claude Forest dans l'album Les Colères du mange-minutes. Le personnage fait référence à une petite fille brune, emportant les images nécessaires à sa survie, partout où elle va.

### Carrière musicale

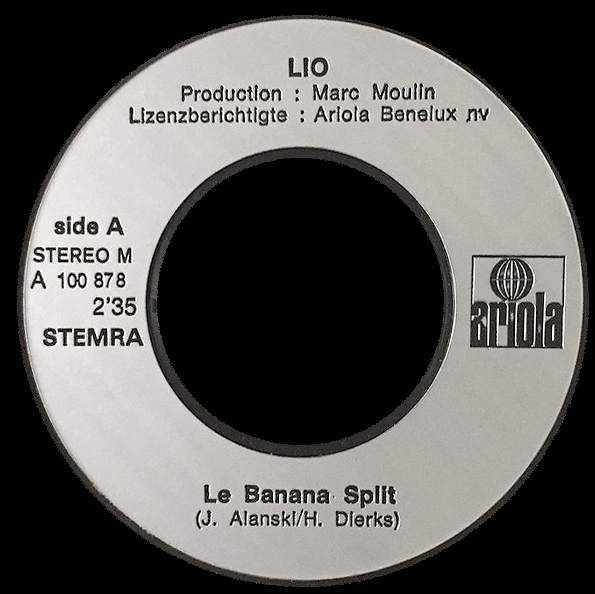
Première édition du Banana Split, enregistré à l'âge de 16 ans.

#### Les années 1980
Elle connaît le succès à dix-sept ans, avec son premier titre, Le Banana split, qui se vendra à plus de deux millions d'exemplaires. Sous couvert d’une musique enfantine, Lio cultive l'ambiguïté de son personnage de nymphette avec des paroles à double sens érotique.
Après ce tube, elle enchaîne avec Sage comme une image qui se classe 30e des titres les mieux vendus en Belgique néerlandophone. À l'automne 1980, elle interprète Amoureux solitaires (adaptation française de Lonely Lovers des Stinky Toys), obtenant un considérable succès en Europe (no 1 en France et en Italie, no 2 en Espagne, no 4 aux Pays-Bas, no 6 en Autriche, no 11 en Allemagne et no 14 en Belgique néerlandophone.). Son premier album, Lio, sort la même année, contenant également le single Amicalement vôtre. Pour son deuxième album, Amour toujours, produit par Alain Chamfort, Lio choisit et propose des titres plus mélancoliques. Bien que porté par les singles La Reine des pommes et Zip a doo wah et malgré une promotion importante en télé, l'album ne connaît pas le même succès que le premier album.
Étienne Daho l'invite en 1984 à joindre sa voix à sa chanson Week-end à Rome. Il lui écrit en retour Cache-cache dans l'espace, publié en face B du single Tétèoù ? interprété en duo avec Jacky. Ce dernier 45 tours rencontre un certain succès. En 1985, la première compilation de ses titres est publiée en 33 tours, intitulée The best of Lio. Lio rencontre à nouveau un grand succès populaire grâce à l'album Pop Model, sorti en 1986, porté par le titre Les brunes comptent pas pour des prunes produit par Alain Chamfort, son compagnon de l'époque, Fallait pas commencer et Je casse tout ce que je touche.
En mai 1987, elle suscite la polémique en se produisant enceinte de six mois à l’Olympia. Le spectacle sort en vidéocassette VHS sous le titre Lio nous fait une scène - Olympia 1987.
L'année suivante paraît l'album Cancan, avec les titres Seules les filles pleurent et Tu es formidable. L'album ne renouvelle pas les succès de l'album Pop Model. En 1986, l'artiste fait une apparition publicitaire pour une marque alimentaire, les soupes Maggi.

#### Les années 1990
Les années 1990 sont plus difficiles, malgré des collaborations prestigieuses avec Étienne Daho pour Des fleurs pour un caméléon publié en 1991 et Boris Bergman en 1993. En 1991, elle double le personnage de Goldie dans le film américain d'animation Rock-o-rico de Don Bluth. Elle chante deux titres sur la bande originale du film : Nage ou coule en duo avec Paul Ives et Plus rien sans elle avec Eddy Mitchell.
En 1996, parait l'album Wandatta enregistré en 1993. Lio peine à sortir cet album dont elle n'obtient la parution qu'en 1996 chez Warner en échange de son catalogue Peste of !. L'album, jugé trop éloigné de l'univers habituel pop et sexy de la chanteuse, est un échec commercial. Lio part ensuite à Cuba en 1997 travailler sur un nouvel album en espagnol. Intitulé Picante, l'album ne sortira jamais. Lio interprète pourtant le titre El amor, dans l'émission de télévision Vue sur la mer, présentée par Maïtena Biraben.
Lio enregistre divers projets musicaux dont un titre promotionnel pour Friskies intitulé À la fête des animaux (écrit par Boris Bergman) et des reprises pour la collection Les plus belles chansons françaises et pour la collection Ils chantent publiées aux Éditions Atlas de 1996 à 1998. En 1998 et 1999 sortent deux nouvelles compilations Best of et Le Meilleur de Lio sur lesquels on retrouve deux titres inédits Je ne sais pas dire oui et Roule (un remix du titre Ganja enregistré à Cuba avec Los Van Van).
Son titre Le Banana split est repris par le groupe Apy et se classe 10e dans les ventes en Belgique francophone. En septembre 1999, elle joue aux Folies Bergère dans la comédie musicale Sept filles pour sept garçons, adaptation française par Jacques Roure et Christophe Marie du film musical américain Seven Brides For Seven Brothers de 1954.

#### Les années 2000
Lio revient en 2000 avec un album consacré à Jacques Prévert et intitulé Je suis comme ça, pour lequel elle assure une promotion importante à la télévision avec le single Je suis comme je suis. L'album annonce le récital Lio chante Prévert, présenté au Sentier des Halles en avril 2001, dans une mise en scène de Caroline Loeb avec Matthieu Gonet au piano. Le spectacle part en tournée en France et dans les pays francophones sous une nouvelle réalisation artistique de Hamid Allouache et produit par JP Bellay (OZ Production) jusqu'en 2006. Un grand succès pour Lio qui assoit son talent d'interprète.
Elle enregistre le titre Le Journal d'un lutin, pour le projet musical J'ai treize envies de chanter publié en 2001. À partir de 2002, Lio fonde sa société de production OZ Production avec JP Bellay et Hamid Allouache. Ensemble, ils récupèrent son back catalogue, reprennent ses tournées de gala, le spectacle de Prévert, font réaliser sa biographie avec Gilles Verlant et coproduisent la pièce de théâtre Le Bébé de Marie Darrieussecq mis en scène par Marc Goldberg (au théâtre du Vingtième puis au théâtre des Champs-Élysées). Elle est invitée en 2002 à enregistrer deux titres en duo sur l'album Saisons, Anthologie vol. 1 de Pierre Rapsat. Toujours en 2002, Lio pose sa voix sur le titre Noite e Ressaca pour un duo chanté en portugais et sorti sur l'album AtlânticoBlues de Dan Inger.
En 2003, elle rejoint sa demi-sœur Helena Noguerra sur le projet de conte musical L'Héroïne au bain d'Olivier Libaux. Elle y interprète l'amie de l'héroïne, sur le titre La Recette de l'amour qui sort en single. Son tube Le Banana split est à nouveau un hit en 2004, grâce à sa reprise par Sandra Lou et son autobiographie Pop Model paraît. En 2005, elle part avec Doriand et Peter von Poehl en Suède et en Allemagne enregistrer son nouvel album Dites au prince charmant qui paraît en janvier 2006, produit par JP Bellay (Oz Production). Elle interprète le single Les Hommes me vont si bien en duo avec Doriand sur France 2 dans le Thé ou café Show en février 2006.
L'année suivante, elle présente l'émission Tout pour la musik durant toute la saison, en compagnie d'Arnaud Delbarre, à l'époque directeur de l'Olympia. Elle est diffusée sur France 3 Nord-Pas-de-Calais, produite par Morgane Production et repose sur le principe du live. L'émission est enregistrée dans des salles de spectacle à Roubaix et à Lille. Elle signe en 2007 un des tubes de l'été avec le membre du groupe de rap français TTC, Teki Latex, intitulé Les Matins de Paris qui se classe 14e des titres les mieux vendus en France. La chanson est gravée sur le best of Je garde quelques images… pour mes vies postérieures, une compilation parue le 3 novembre 2008, à la veille de ses trente ans de carrière. De 2008 à 2010, elle fait partie du jury du télé-crochet Nouvelle Star aux côtés de Philippe Manœuvre, André Manoukian et Sinclair (remplacé par Marco Prince en 2010). Julien Doré l'invite lors d'un prime time à chanter en duo sur le titre Les Bords de mer.

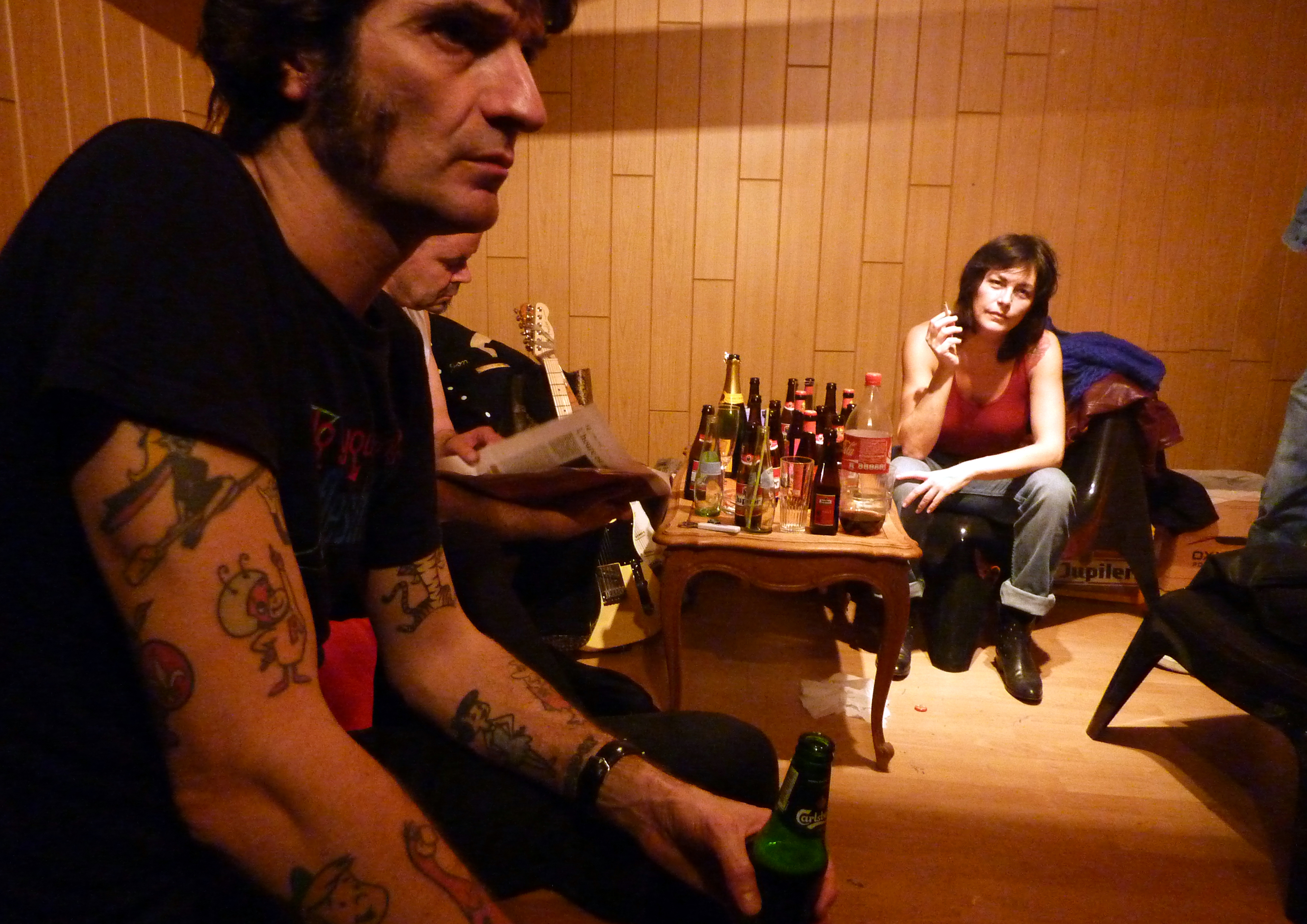
L'artiste avec son groupe Phantom, en novembre 2009.

En 2009, elle participe à l'album collectif hommage à Boris Vian, On n'est pas là pour se faire engueuler !, sur lequel elle interprète Natacha chien-chien. Le 18 février 2009, elle donne un concert unique avec Pascale Borel et Jérémie Lefebvre au Zèbre de Belleville à Paris. Elle interprète notamment de nouvelles chansons, dont Un petit coup, lequel est édité en 2014 en formule b-side des titres single Poupée pop, Les Choses faciles et Femme d'intérieur, chanson également diffusée en concert acoustique sur TV5 en mars 2009. Elle rejoint la même année le groupe belge Phantom (avec Jacques Duvall et Benjamin Schoos), avec lequel elle enregistre un album rock Phantom featuring Lio et donne divers concerts en France et en Belgique, dont un le 25 juillet 2010 aux Francofolies de Spa.

#### Les années 2010
Depuis mars 2007, Lio participe à la tournée RFM Party 80 dans les grandes salles de France, y compris le Stade de France le 17 mai 2008. En 2012, la tournée d'une soixantaine de dates passe par le Palais omnisports de Paris-Bercy le 22 mars. À Paris-Bercy, elle reprend en duo avec sa fille aînée, Nubia, un titre du groupe Niagara (L'Amour à la plage).

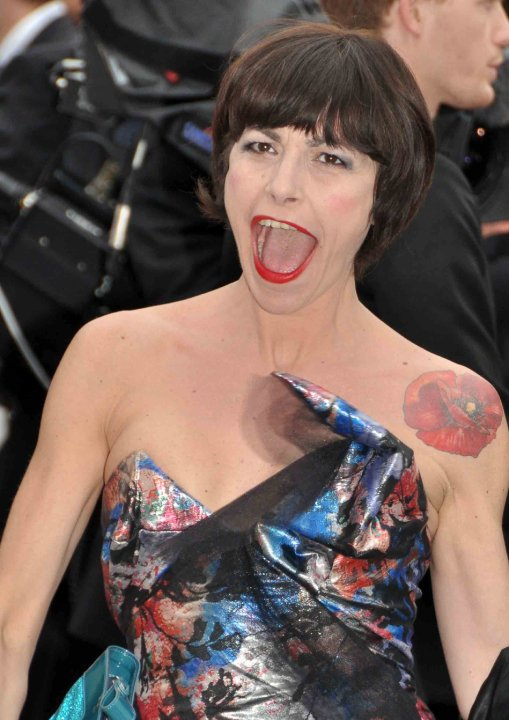
L'artiste au Festival de Cannes 2010 pour la présentation d'Un poison violent.

En février 2011, l'émission belge Tout ça (ne nous rendra pas le Congo), lui consacre un documentaire intitulé Lio : un poison nommé Vanda. Elle est chroniqueuse dans l'émission animée par Jean-Luc Lemoine sur France 2, Le Bureau des plaintes et présente le magazine de société Les Histoires d'A sur Jimmy. En septembre 2011, elle quitte Paris et s'installe, avec cinq de ses enfants, à Bruxelles. Elle est choisie pour faire partie du jury de l'édition belge du télé-crochet The Voice Belgique, dont la première émission est diffusée sur la RTBF le 20 décembre 2011.
Le 14 février 2013, elle présente un extrait d'un récital intitulé Rouge mis en scène par Caroline Loeb au Théâtre La Bruyère à Paris. Le spectacle décline en chanson la couleur rouge et ce qu'elle symbolise, évoque et inspire à la chanteuse. Une vidéo promotionnelle est diffusée sur Internet. Le spectacle ne voit pas le jour. Le 23 juin 2014, elle sort un nouveau single Poupée pop accompagné d'un second titre Un petit coup composés par Jérémie Lefebvre et un nouvel album doit sortir en septembre 2014. Lio participe à l'émission Du côté de chez Dave sur France 3 le 6 juin 2015, émission consacrée à Alain Chamfort, avec lequel elle interprète en live Baby Lou.
Le 31 août 2017, elle anime, en compagnie du chanteur Patrick Fiori, l'émission Les Copains d'abord : années 80 sur France 2. Le 27 mars 2018 paraît sur le label Crammed Discs l'album Lio canta Caymmi, conçu par Jacques Duvall, dans lequel Lio interprète douze chansons (en français et en portugais) du chanteur et compositeur brésilien Dorival Caymmi. À l'automne 2018, elle participe à la neuvième saison de l'émission Danse avec les stars sur TF1, aux côtés du danseur Christian Millette et termine huitième de la compétition. La même année, elle est invitée à chanter son célèbre tube Banana Split sur l'album du groupe Les Fatals Picards.

#### Les années 2020
Au printemps 2023, son titre Banana Split est choisi par Apple pour sa nouvelle campagne publicitaire mondiale,. En juillet et août 2023, elle co-anime l'émission Banana Hits avec Julien Sturbois sur Nostalgie Belgique, où elle narre plusieurs anecdotes autour de la décennie des années 1980.

### Carrière cinématographique
En 1982, Lio interprète le rôle de Cendrillon dans le clip de la chanson du groupe Téléphone tourné pour l'émission Les Enfants du rock.
Son premier rôle au cinéma lui est offert par Chantal Akerman, en 1983, dans le film Les Années 80. Elles se retrouvent en 1986 pour Golden Eighties. Par la suite, de Marie Trintignant à Jacques Dutronc, en passant par Jean-Paul Belmondo ou Michel Blanc avec lequel elle vit quelque temps, elle tourne avec nombre d'acteurs connus ou reconnus, lui permettant de « montrer ce côté plus grave qui est en [elle] ». Elle est notamment dirigée par Claude Lelouch, Jeanne Labrune, Catherine Breillat ou Diane Kurys, réalisateurs qui – dit-elle – comprennent ce côté grave. Elle joue également dans le film Itinéraire d'un enfant gâté de Claude Lelouch. À cette période, elle crée de nouveau la polémique en posant dans Lui et Playboy.
Elle joue le rôle de Maite en 1993 dans le film espagnol La madre muerta de Juanma Bajo Ulloa (en). En 1995, elle incarne Françoise, dans le film franco-espagnol La Niña de tus sueños de Jesus R. Delgado. Aux côtés de Mathilde Seigner, Jean Dujardin et Miou-Miou, elle joue le rôle d'une femme rompant sa vie conjugale, dans le film Mariages !, de Valérie Guignabodet, en 2004.
En 2005, elle joue dans le film Les Invisibles, de Thierry Jousse. En 2010, elle joue aux côtés de Michel Galabru dans Un poison violent de Katell Quillévéré. Elle joue son propre rôle en 2012 dans Stars 80 de Frédéric Forestier. En 2013, elle interprète Rita, la femme d'Henri dans le premier film réalisé par Yolande Moreau : Henri.

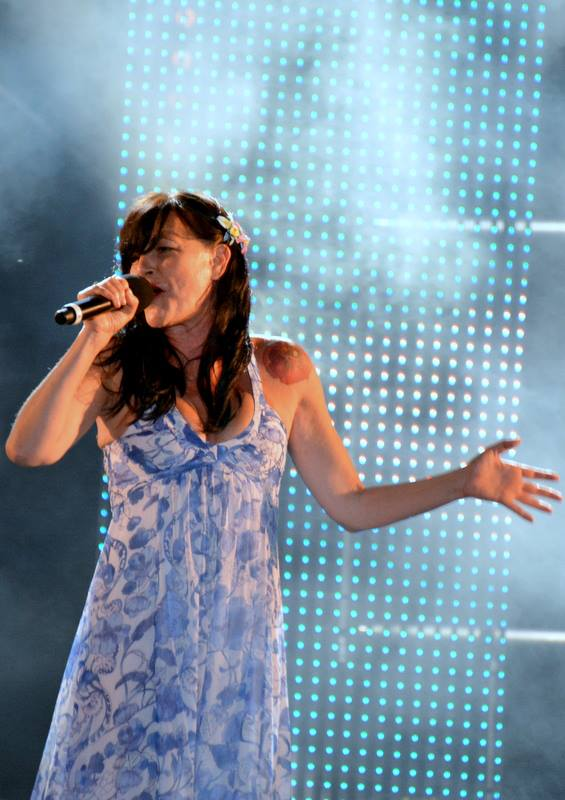
Lio sur scène en 2013.

### Vie privée
Lio est la mère de six enfants, nés de quatre pères différents : Nubia (née le 15 septembre 1987), Igor (né le 22 novembre 1993), Esmeralda (née le 16 février 1995), Garance et Léa (nées le 1er mai 1999) et Diego (né le 21 mai 2003 et mort le 2 mars 2025),.
En 1974, alors adolescente, elle se lie avec un garçon belge du même âge qu'elle, Jean-Pierre. À partir de 1976, l'auteur-compositeur Éric Verwilghen alias Jacques Duvall, concepteur du premier disque de Lio, devient son amant, elle a 14 ans et lui, dix années de plus. En 1978, le frère d'Éric, Claude Verwilghen, également auteur-compositeur, noue une relation amoureuse avec elle.
À partir de 1979, son compagnon est Alain Chamfort, âgé de 30 ans et déjà marié, alors que Lio encore mineure, a 17 ans, cette liaison dure jusqu'en 1984, brièvement interrompue en 1981 par une aventure de trois semaines avec le chanteur Julien Clerc à l'occasion du tournage du Numéro un. Julien Clerc, diffusé le 18 avril 1981, pendant sa séparation d'avec Miou-Miou. Julien Clerc est alors âgé de 34 ans et Lio vient d'avoir 18 ans. Elle renoue avec Alain Chamfort jusqu'en 1985, année où elle se lie avec le journaliste et entrepreneur Michel Esteban, âgé de 34 ans. Il est le père de son premier enfant, une fille prénommée Nubia, née en 1987. En 1988, Lio côtoie l'acteur Michel Blanc.
En 1990, elle refuse les avances du ministre du Budget Michel Charasse, lequel lui propose une relation intime pour traiter favorablement sa considérable dette fiscale en France s'élevant à plus de 3,7 millions de francs. Elle se lie avec le metteur en scène Alexis Dumoulard alias Alexis Tikovoï, en 1991. Il est le père de son fils Igor, né en 1993. En 1993, elle est proche du photographe Philippe Robert. En 1995, sa fille prénommée Esmeralda naît, l'identité de son père n'est pas officiellement révélée par Lio bien que sa fille ne cache pas son patronyme : Esmeralda Dumoulard, patronyme officiel d'Alexis Tikovoï.
En 1997, elle partage sa vie avec le musicien Alexis Zad. Il est le père de ses filles jumelles Garance et Léa, nées en 1999. Il exerce une forte emprise sur Lio ainsi que sur ses enfants, par un comportement violent et abusif. Pour ces faits, il est condamné en 1999. Lio subit une période noire de plusieurs années. Elle s'engage dans la protection des femmes battues et évoque la détresse des victimes dans son autobiographie Pop model,.
En 2001, elle renoue avec son premier amour en Belgique, Jean-Pierre, banquier et père de son fils Diego, né en 2003 (et mort en 2025) ; elle l'épouse en 2005. De 2007 à 2009, elle entretient une relation avec le producteur de cinéma, Jean-François Lepetit. En 2012, elle se lie avec un médecin aux origines suisse-allemande et brésilienne.
Depuis la fin de cette relation, en 2020, elle déclare ne plus souhaiter entretenir de rapports sexuels avec les hommes.

### Décoration
- Chevalière de l'ordre de la Couronne (2004)[75]

## Prises de position
En 2004, dans la perspective du résultat d'un procès en appel concernant l'extradition de Cesare Battisti vers l'Italie, elle organise avec Fred Vargas et le maire du 9e arrondissement de Paris un concert de soutien à l'écrivain et terroriste, au Théâtre de l'Œuvre à Paris. Mais en 2019, Battisti désavoue celles et ceux qui l'ont soutenu, déclarant : « Je n’ai jamais été victime d’une injustice. Je me suis moqué de tous ceux qui m’ont aidé, je n’ai même pas eu besoin de mentir à certains d’entre eux. ».
En 2006, sur le plateau de Tout le monde en parle, Lio s'accroche violemment avec la romancière Muriel Cerf au sujet de son roman Bertrand Cantat ou le chant des automates. Elle reproche à l'écrivaine une certaine forme « d'absolution » de Bertrand Cantat concernant la violence et le meurtre qu'il a commis contre Marie Trintignant.
En 2014, elle est membre du comité de soutien à la candidature d'Anne Hidalgo à la mairie de Paris.
Elle soutient l'action du groupe féministe Femen pour lequel l'artiste chante seins nus en 2018, à l'occasion du dixième anniversaire du mouvement.
En septembre 2020, sur Arte radio, elle déclare à propos de Serge Gainsbourg : « Aujourd'hui, j’en suis revenue de Gainsbourg, qui est un harceleur, tout simplement. Quelqu’un de pas du tout cool avec les filles et qui était un Weinstein de la chanson, d’une certaine manière. » Elle revient également sur la chanson Les Sucettes écrite par Gainsbourg et interprétée par France Gall, laquelle n’aurait pas compris, à l’époque, le sens pornographique des paroles.

## Discographie

### Albums studio
- 1980 : Lio
- 1982 : Suite sixtine[note 1]
- 1983 : Amour toujours
- 1986 : Pop model
- 1988 : Cancan
- 1991 : Des fleurs pour un caméléon
- 1996 : Wandatta
- 2000 : Je suis comme ça - Lio chante Prévert
- 2006 : Dites au prince charmant
- 2009 : Phantom featuring Lio
- 2018 : Lio canta Caymmi

#### Nomination
- Artiste interprète féminine aux Victoires de la musique 1987

### Albums enregistrés en public
- 2003 : Cœur de rubis (enregistrement du récital Lio chante Prévert)
- 2004 : Le Bébé (CD)[note 2]

### Compilations
- 1985 : Best Of Lio
- 1989 : Les Plus Grands Succès de Lio
- 1995 : Peste Of !
- 1998 : Best Of Lio
- 1999 : Le Meilleur de Lio
- 1999 : Les Talents du siècle
- 2005 : Les Pop Songs (Best Of 1)
- 2005 : Les Ballades (Best Of 2)
- 2008 : Hit Collection
- 2008 : Je garde quelques images... pour mes vies postérieures
- 2011 : Collection Référence 80
- 2016 : Lio – Remix Discomix

### Intégrale
- 2005 : Pop Box - 25 Five Years in Pop[note 3]

### Singles
- 1979 : Le Banana split
- 1980 : Sage comme une image
- 1980 : Amoureux solitaires
- 1981 : Amicalement vôtre
- 1982 : Mona Lisa
- 1983 : Zip a doo wah
- 1983 : La Reine des pommes
- 1984 : Tétèoù ?
- 1986 : Les brunes comptent pas pour des prunes
- 1986 : Fallait pas commencer
- 1987 : Je casse tout ce que je touche
- 1987 : Chauffeur, suivez cette voiture
- 1987 : La bamba
- 1988 : Seules les filles pleurent
- 1989 : Tu es formidable
- 1990 : The Girl from Ipanema
- 1991 : L'autre joue
- 1995 : Banana split (Remix)
- 1996 : Tristeza
- 1996 : À la fête des animaux
- 1998 : Je ne sais pas dire oui
- 2000 : Je suis comme je suis
- 2000 : Chant Song
- 2003 : La recette de l'amour
- 2006 : Les hommes me vont si bien
- 2009 : Je ne suis pas encore prête
- 2009 : Je ne veux que ton bien
- 2010 : La veille de ma naissance
- 2014 : Poupée Pop
- 2018 : É doce morrer no mar (feat. Jacques Duvall)
- 2020 : Basta

### Participations[83],[84]
- 1987 : La bamba par « Los Portos » avec L.N.A, Cacho (Vasquez) & Lio[85]
- 1989 : Pour toi Arménie
- 1996 : Les plus belles chansons françaises de 1978
- 1996 : Les plus belles chansons françaises de 1982
- 1996 : Les plus belles chansons françaises de 1983, Baby Lone
- 1996 : Les plus belles chansons françaises de 1984
- 1996 : Les plus belles chansons française de 1985
- 1996 : Les plus belles chansons françaises de 1986
- 1996 : Les plus belles chansons françaises de 1988
- 1996 : Les plus belles chansons françaises de 1987, Duel au soleil
- 1997 : Les plus belles chansons françaises de 1991, Désenchantée de Mylène Farmer
- 1997 : Les plus belles chansons françaises de 1994
- 1997 : Les plus belles chansons françaises de 1992
- 1997 : Les plus belles chansons françaises de 1995
- 1997 : Les plus belles chansons françaises de 1993
- 1998 : Album Holly Days
- 1998 : Ils chantent Jacques Dutronc, Éditions Atlas
- 1998 : Ils chantent Eddy Mitchell, Éditions Atlas
- 1998 : Ils chantent Berger, Éditions Atlas
- 1998 : Ils chantent Goldman, Éditions Atlas
- 1998 : Ils chantent Alain Souchon, Éditions Atlas
- 1998 : Ils chantent Barbara, Éditions Atlas
- 1998 : Ils chantent Maxime Le Forestier, Éditions Atlas
- 1998 : Ils chantent Gainsbourg, Éditions Atlas
- 1998 : Ils chantent Francis Cabrel, Éditions Atlas : Lio reprend « Je pense encore à toi »
- 2007 : Les Matins de Paris, Teki Latex, feat. Lio
- 2009 : Boris Vian - On n'est pas là pour se faire engueuler ! : « Natacha Chien-Chien »
- 2018 : Les Fatals Picards reprennent Le Banana split, feat. Lio.

### Vidéographie
- 1987 : Lio nous fait une scène - Olympia 1987 (VHS)

## Filmographie

### Cinéma
- 1983 : Les Années 80 de Chantal Akerman : Mado
- 1985 : Elsa, Elsa de Didier Haudepin : Elsa 1
- 1986 : Golden Eighties de Chantal Akerman : Mado
- 1988 : Itinéraire d'un enfant gâté de Claude Lelouch : Yvette
- 1989 : Chambre à part de Jacky Cukier : Marie
- 1990 : Sale comme un ange de Catherine Breillat : Barbara Théron
- 1991 : Jalousie de Kathleen Fonmarty : Camille
- 1992 : Après l'amour de Diane Kurys : Marianne
- 1992 : Sans un cri de Jeanne Labrune : Anne
- 1993 : La madre muerta de Juanma Bajo Ulloa : Maite
- 1994 : Personne ne m'aime de Marion Vernoux : Marie
- 1995 : La Niña de tus sueños de Jesus R. Delgado : Françoise
- 1995 : Dieu, l'amant de ma mère et le fils du charcutier d'Aline Issermann : Gabrielle
- 1997 : Peccato de Manuel Gomez : Accidia
- 2001 : Carnages de Delphine Gleize : Betty
- 2004 : Mariages ! de Valérie Guignabodet : Micky
- 2005 : Les Invisibles de Thierry Jousse : Carole Stevens
- 2007 : Pas douce de Jeanne Waltz : Eugénia
- 2007 : Une vieille maîtresse de Catherine Breillat : la chanteuse
- 2008 : Le Prince de ce monde de Manuel Gomez : Florence
- 2010 : La Robe du soir de Myriam Aziza : Hélène Solenska
- 2010 : Un poison violent de Katell Quillévéré : Jeanne
- 2012 : Stars 80 de Frédéric Forestier : elle-même
- 2013 : Henri de Yolande Moreau : la femme d'Henri
- 2015 : Belgian Disaster de Patrick Glotz : Marie-Claire
- 2017 : Stars 80, la suite de Thomas Langmann : elle-même
- 2017 : Les Onironautes (court-métrage) de Zivanovic Mathias : la mère du Matelot
- 2021 : Les Démons de Dorothy (court-métrage) d'Alexis Langlois : la mère de Dorothy

### Télévision
- 1994 : Ne m'appelez pas ma petite de Jean Becker : Jennifer
- 1998 : Micro Climat de Marc Simenon : Brigitte
- 2003 : C'est la vie, camarade ! de Bernard Uzan : Charlène
- 2003 : Colette, une femme libre, mini-série de Nadine Trintignant : Marguerite Moreno
- 2006 : Intime conviction, saison 1 épisode L'Affaire Lio (série télévisée) : l'accusée
- 2006 : Alice Nevers, le juge est une femme, saison 5 - épisode 4 Cas de conscience d'Éric Summer : Louise Delcourt
- 2007 : Mystère, mini-série de Didier Albert : Michèle Costa
- 2007 : Notable, donc coupable de Francis Girod et Dominique Baron : Cynthia
- 2008 : Rien dans les poches de Marion Vernoux : Nicole Manikowski
- 2011 : Le Temps du silence de Franck Appréderis : la chanteuse
- 2011 : À dix minutes de nulle part d'Arnauld Mercadier : Marie
- 2011 : Rani, trois épisodes d'Arnaud Sélignac (série télévisée) : Madame Rose
- 2013 : Tiger Lily, 4 femmes dans la vie, mini-série de Benoît Cohen : Muriel
- 2013 : Nos chers voisins : Avis de tempête : Céline (prime-time, épisode 150)
- 2015 : Le Sang de la vigne, épisode Un coup de rosé bien frappé de Régis Musset : Angèle Marcarol
- 2019 : Le Voyageur, épisode La Permission de minuit : Anne Farou
- 2022 : Elle m'a sauvée de Ionut Teianu : Maitre Tomasini
- 2023 : Scènes de ménages, prime-time Ça se Corse... : Livia

### Doublage
- 1992 : Goldie Pheasant dans Rock-o-rico

### Publicité
- 1990-1992 : PMU, en compagnie de Guy Marchand et d'André Pousse[86]

## Animation audiovisuelle

### Télévision
- 1995 : Drôle de Noël pour Jeremy sur TF1 : comédienne dans le prime time de Noël pour Disney
- 2003-2004 : Lola sur Arte : présentatrice
- 2005 : Cultissimo (puis Cultissime) sur France 2 : présenté avec Olivier Minne
- 2006 : Tout pour la musik (France 3 Nord-Pas-de-Calais) : présenté avec Arnaud Delbarre
- 2008-2010 : Nouvelle Star - saisons 6, 7 et 8 (M6) : jurée
- 2009
  - Geekdom sur Sci-fi : animatrice
  - Lumière et caméra sur TV5 Monde : animatrice[87]
- 2010-2011 : Le Bureau des plaintes, présenté par Jean-Luc Lemoine sur France 2 : chroniqueuse
- 2011 : Histoires d'A sur Jimmy : présentatrice
- 2011-2012 : Saison 1 de The Voice Belgique sur La Une : jurée
- 2016
  - Stars au grand air sur TF1 : participante
  - Qu'est-ce que je sais vraiment ? sur M6 : candidate
- 2017 : Les copains d'abord : Années 80, coprésenté avec Patrick Fiori sur France 2
- 2018 : Danse avec les stars sur TF1 : candidate
- 2019 : Saison 1 de Mask Singer (TF1) : candidate sous le costume de l'Hippocampe
- 2020 : Trois cents chœurs, vos chansons préférées des années 1980 sur France 3 : animatrice
- 2021 : Les Reines du shopping (spéciale célébrités) sur M6 : candidate
- 2022 : Saison 10 de The Voice Belgique : coach d'honneur
- 2023 : Drag Race Belgique : jurée dans un épisode
- 2024 : Drag Race Belgique : jurée principale

### Radio
- 1989-1990 : Sixties sur Europe 1
- 1997-1998 : Génération FM sur Radio Nostalgie : animatrice avec Bruno Treize
- Eté 2023 : Banana Hits sur Nostalgie Belgique : animatrice avec Julien Sturbois[88]
- 2023 : Sophie et les copains sur Europe 1, avec Sophie Davant : chroniqueuse

### Lectures de livres (version audio)
- Le Bébé de Marie Darrieussecq, 1 h 10 (CD et numérique), « La Bibliothèque des voix », des femmes-Antoinette Fouque, Paris, 2005.
- Voix de femmes d'hier et d'aujourd'hui pour demain, recueil collectif, lu avec Ariane Ascaride, Marie-Christine Barrault, Isabelle Carré, Julie Debazac, Florence Delay et Dominique Reymond, 1 h 25 (CD MP3 et numérique), « La Bibliothèque des voix », des femmes-Antoinette Fouque, Paris, 2019.
- De la voix d'Antoinette Fouque, lu avec Fanny Ardant et Ariane Ascaride, 54 minutes (CD MP3 et numérique), « La Bibliothèque des voix », des femmes-Antoinette Fouque, Paris, 2020.
- La femme qui a tué les poissons et autres contes de Clarice Lispector, 1 h 41 (CD MP3 et numérique), « La Bibliothèque des voix », des femmes-Antoinette Fouque, Paris, 2022.

## Théâtre
Lio débute au théâtre le 26 février 2004 dans la pièce Le Bébé, adaptée et mise en scène par Marc Goldberg au Vingtième Théâtre, d'après le roman éponyme de Marie Darrieussecq.
Elle reprend des extraits du roman en lecture pour le festival « Terre de paroles » le 1er avril 2016 à Saint-Nicolas d'Aliermont.
Elle joue Sam et Wesson d'Alessandro Baricco en 2023 avec Christophe Lambert.

## Photographie
À plusieurs période de sa vie, Lio pose pour plusieurs et célèbres photographes de mode : en 1988, elle pose pour Guy Bourdin qui la met en image pour le numéro de Lui fêtant ses 25 ans,. Elle tenait à les choisir et refusait certaines propositions. Ainsi, elle accepte de poser pour Pierre et Gilles, Jean-Baptiste Mondino et Philippe Robert. Son portrait par Pierre et Gilles La Madone au cœur blessé (1991) est leur image la plus chère. Les clichés en Lionel Cros de Philippe Robert, paraissent dans deux numéros du magazine Max (1991). La chanteuse a également confié au photographe une campagne de sa ligne de vêtements pour Prisunic. Elle évoque ses collaborations avec ces photographes dans son autobiographie Pop Model qui contient également la reproduction des quelques clichés de ces photographes.
En 2012, elle prête son image pour une campagne de la Croix-Rouge belge, dont elle est la marraine,. Elle y apparaît dans une robe du couturier belge Édouard Vermeulen, composée de pansements et de sparadraps.

## Publications
- Pop Model, écrit avec Gilles Verlant, Flammarion, 2004  (ISBN 978-2-08-068628-2) ; éd. de poche, J'ai lu, 2015  (ISBN 978-2-290-34721-8)[29] Dans cette autobiographie est décrit de façon très explicite l'épisode du baiser japonais[note 4] évoqué par Serge Gainsbourg.
Dans l'ouvrage Sexus Politicus, il est prétendu que Michel Charasse aurait proposé à Lio de lui en faire un, lors de sa convocation au ministère des Finances[97].
- Mauvaise mère, Fayard, 2016 Le livre ne sortira finalement pas.
- Chloé Thibaud, Désirer la violence. Ce(ux) que la pop culture nous apprend à aimer, préface de Lio, Les Insolentes, 2024  (ISBN 978-2-01725580-2)